# سويتا (أوساكا)

علم مدينة سويتا

سويتا (باليابانية: 吹田市) تلفظ (سويتا-شي) هي مدينة يابانية تقع في الجزء الشمالي من محافظة أوساكا، اليابان. يبلغ تعداد سكان المدينة حوالي 354,600 نسمة في عام 2008، وكثافة سكانية تبلغ 36.11 نسمة في الكيلومتر مربع.
تم تأسيس المدينة في 1 أبريل، 1940، وكانت هي المدينة المضيفة لمعرض إكسبو 70 الدولي الذي أقيم عام 1970. يلعب فريق غامبا أوساكا في الدوري الياباني الممتاز على أرض ملعب أوساكا إكسبو 70.

## أعلام
- شيقيكي تسوجيموتوه
- كيجي كايموتو
- يومي يويتسوجي
- ميتشيهيرو ياسودا
- أكيرا يوشينو

## وصلات خارجية
- موقع المدينة باللغة اليابانية
- موقع المدينة باللغة الإنكليزية